# Paragus hyalopteri
Paragus hyalopteri är en tvåvingeart som beskrevs av Marcos-garcia och Rojo 1994. Paragus hyalopteri ingår i släktet stäppblomflugor, och familjen blomflugor.
Artens utbredningsområde är Spanien. Inga underarter finns listade i Catalogue of Life.